# Inquérito policial militar
O inquérito policial militar (IPM), enquanto procedimento pré-processual, é a apuração sumária de um fato que poderá configurar crime militar. Possui o caráter de instrução provisória e sua principal finalidade é a busca da materialidade e autoria do crime militar, reunindo elementos necessários que possibilitem ao Ministério Público Militar o oferecimento ou não da denúncia.

## Definição
Legalmente, a definição para IPM está prevista no art. 9º do Código de Processo Penal Militar (CPPM) – Decreto-Lei nº 1002 de 21 de outubro de 1969:
Art. 9º O inquérito policial militar é a apuração sumária de fato, que, nos têrmos legais, configure crime militar, e de sua autoria. Tem o caráter de instrução provisória, cuja finalidade precípua é a de ministrar elementos necessários à propositura da ação penal. 
Logo, sua finalidade remota é a propositura da ação penal militar, desta constituindo instrução provisória. Possui a característica de evitar que a ação penal militar tenha sua denúncia oferecida de forma precipitada.

## Crimes Militares
Para se compreender o âmbito de aplicação de um IPM é definir o que são crimes militares. O critério utilizado pelo legislador para defini-los é o ratione legis, ou seja, definido como tal pela lei, conforme está expresso no texto constitucional:
Art. 5º, LXI - ninguém será preso senão em flagrante delito ou por ordem escrita e fundamentada de autoridade judiciária competente, salvo nos casos de transgressão militar ou crime propriamente militar, definidos em lei;
Art. 124. À Justiça Militar compete processar e julgar os crimes militares definidos em lei.

Art. 125, § 4º Compete à Justiça Militar estadual processar e julgar os militares dos Estados, nos crimes militares definidos em lei e as ações judiciais contra atos disciplinares militares, ressalvada a competência do júri quando a vítima for civil, cabendo ao tribunal competente decidir sobre a perda do posto e da patente dos oficiais e da graduação das praças
O Código Penal Militar (CPM) – Decreto-Lei nº 1001 de 21 de outubro de 1969 – é que vem complementar as disposições da Carta Magna, definindo os crimes militares nos termos dos artigos 9º (em tempos de paz) e 10 (em tempos de guerra).
De todas as hipóteses previstas no inciso II do art. 9º do CPM, a de maior incidência é aquela praticada pelo militar em serviço ou em razão da função, porquanto são as situações em que o militar pratica um fato típico penalmente no exercício de sua atribuição constitucional e legal
Com as mudanças advindas da novel Lei 13.491, sancionada em 13 de outubro de 2017, foi alterado substancialmente o art. 9º, do Código Penal Militar, que é o dispositivo que prevê as circunstâncias em que ocorrem os crimes militares em tempo de paz. A nova lei tem ensejado a discussão sobre vários aspectos que envolvem o crime militar e seu consequente processo.
Para melhor entender essa mudança mostraremos a alteração na redação anterior do art. 9º, inciso II e parágrafo único:
Art. 9º Consideram-se crimes militares, em tempo de paz:

II – os crimes previstos neste Código, embora também o sejam com igual definição na lei penal comum, quando praticados:
Agora, com a atualização legislativa, a nova redação do art. 9º, inciso II e parágrafo segundo, ficou da seguinte forma:
Art. 9º Consideram-se crimes militares, em tempo de paz:

II – os crimes previstos neste Código e os previstos na legislação penal.
Dessa forma, a alteração legislativa “ampliou” a abrangência dos crimes militares, cuja apuração dos fatos deve ser realizada pela Polícia Judiciária Militar (PJM) que tem atribuição constitucional para tanto (art. 144, § 4º, in fine) e o processo e julgamento será realizado perante a Justiça Militar da União (art. 124, CF), ou perante a Justiça Militar Estadual (art. 125, § 4º, CF).
Logo, com a Lei 13.491/17, além dos crimes previstos no CPM, também os delitos previstos na legislação penal comum - como por exemplo, abuso de autoridade, tortura, disparo de arma de fogo e outros crimes previstos no Estatuto do Desarmamento, homicídio culposo ou lesões corporais culposas na direção de veículo automotor e outros crimes previstos no Código de Trânsito Brasileiro, crimes previstos no Estatuto da Criança e do Adolescente, na Lei de Licitações etc. -, quando praticado pelo militar numa das hipóteses do inciso II do art. 9º do CPM, são, desde a publicação da Lei 13.491 de 16.10.17, considerados crimes militares.
Tratando-se de exceções, obviamente os crimes eleitorais não foram recepcionados por essa nova alteração, visto que existe previsão excepcional na Constituição Federal para que sua apuração seja feita pela justiça competente, no caso, a Justiça Eleitoral.

## Competência
A competência para apurar os crimes militares, prestar informações necessárias à instrução e julgamento do processo, cumprir mandados de prisão, e solicitar informações é da Polícia Judiciária Militar (PJM), conforme o exposto no art. 8º do CPPM:
Art. 8º Compete à Polícia judiciária militar:
a) apurar os crimes militares, bem como os que, por lei especial, estão sujeitos à jurisdição militar, e sua autoria;
b) prestar aos órgãos e juízes da Justiça Militar e aos membros do Ministério Público as informações necessárias à instrução e julgamento dos processos, bem como realizar as diligências que por êles lhe forem requisitadas;
c) cumprir os mandados de prisão expedidos pela Justiça Militar;
d) representar a autoridades judiciárias militares acerca da prisão preventiva e da insanidade mental do indiciado;
e) cumprir as determinações da Justiça Militar relativas aos presos sob sua guarda e responsabilidade, bem como as demais prescrições deste Código, nesse sentido;
f) solicitar das autoridades civis as informações e medidas que julgar úteis à elucidação das infrações penais, que esteja a seu cargo;
g) requisitar da polícia civil e das repartições técnicas civis as pesquisas e exames necessários ao complemento e subsídio de inquérito policial militar;

h) atender, com observância dos regulamentos militares, a pedido de apresentação de militar ou funcionário de repartição militar à autoridade civil competente, desde que legal e fundamentado o pedido. 
O titular do exercício da autoridade de PJM está definido no rol do art. 7º do CPPM:
Art. 7º A polícia judiciária militar é exercida nos termos do art. 8º, pelas seguintes autoridades, conforme as respectivas jurisdições:
a) pelos ministros da Marinha, do Exército e da Aeronáutica, em todo o território nacional e fora dele, em relação às forças e órgãos que constituem seus Ministérios, bem como a militares que, neste caráter, desempenhem missão oficial, permanente ou transitória, em país estrangeiro;
b) pelo chefe do Estado-Maior das Forças Armadas, em relação a entidades que, por disposição legal, estejam sob sua jurisdição;
c) pelos chefes de Estado-Maior e pelo secretário-geral da Marinha, nos órgãos, forças e unidades que lhes são subordinados;
d) pelos comandantes de Exército e pelo comandante-chefe da Esquadra, nos órgãos, forças e unidades compreendidos no âmbito da respectiva ação de comando;
e) pelos comandantes de Região Militar, Distrito Naval ou Zona Aérea, nos órgãos e unidades dos respectivos territórios;
f) pelo secretário do Ministério do Exército e pelo chefe de Gabinete do Ministério da Aeronáutica, nos órgãos e serviços que lhes são subordinados;
g) pelos diretores e chefes de órgãos, repartições, estabelecimentos ou serviços previstos nas leis de organização básica da Marinha, do Exército e da Aeronáutica;

h) pelos comandantes de forças, unidades ou navios;
Assim, obedecidas as normas de hierarquia militar, o Comandante da Unidade Militar deve se incumbir das funções de Delegado de Polícia Judiciária Militar, podendo delegar os atos de PJM à Oficial da ativa a ele subordinado, cabendo-lhe, nesse caso, seja no IPM, seja no Auto de Prisão em Flagrante Delito (APFD) –, sempre rever o ato e dar a palavra final como autoridade militar competente, homologando ou não os atos praticados.

## Características[7]
a)   Inquisitorial: a autoridade militar possui nas mãos o poder de direção do inquérito, inquirindo testemunhas do fato e procurando esclarecer as circunstâncias em que estes fatos ocorreram. Não é concedido ao investigado o direito amplo da defesa, pois ele não está sendo acusado de nada, apenas sendo objeto de uma pesquisa da autoridade;
b)   Formal: exigência do CPPM, contida no art. 21, em que as peças do inquérito devem ser reduzidas a termo;
c)    Sistemático: as investigações realizadas devem ser documentadas nos autos para que seja possível fazer uma reconstrução probatória dos fatos, colocando as peças em uma sequência lógica;
d)   Unidirecional: possui um único objetivo, que é a apuração dos fatos objeto de investigação. Ou seja, a direção do Inquérito é única e exclusiva para apuração das infrações penais;
e)   Sigiloso: o sigilo que deve ser adotado, porém o encarregado pode permitir que o advogado tenha conhecimento dos autos, desde que não comprometa diligências futuras.
- Em 2019, a Lei 13.964 inseriu o art. 16-A no CPPM, resguardando aos policiais militares e bombeiros militares, investigados no IPM, o direito de constituírem advogado, desde que o fato seja relacionado ao uso letal da força praticados no exercício profissional, de forma consumada ou tentada;

f)     Discricionário: a autoridade, ao iniciar uma investigação, não está atrelada a nenhuma forma previamente determinada. Tem a liberdade de agir, buscando a elucidação do fato criminoso.

Outra característica importante é que não pode ser arquivado na Organização Militar ou Organização Policial Militar de origem, devendo ser encaminhado ao órgão do Poder Judiciário competente. Uma vez iniciado, torna-se indispensável à propositura da ação penal.
Na hipótese de arquivamento, somente o Juiz militar possui competência, que se dá nos casos em que não haver indícios de autoria, ou se o fato for atípico, ou se não for possível provar fato que, em tese, constitua crime
O IPM pode ainda ser dispensado, se houver Auto de Prisão em Flagrante Delito (APFD) que, por si só, elucide o fato e sua autoria, dispensando outras diligências.
Assim como o inquérito policial, também não é fase obrigatória da persecução penal, podendo ser dispensado caso o Ministério Público ou o ofendido já disponha de suficientes elementos para a propositura da ação penal, conforme redação do art. 28 do CPPM. Dessa forma a ação penal militar poderá ser inclusive iniciada por uma sindicância.
Tem valor informativo (não probatório), tendo por finalidade fornecer ao Ministério Público ou ao ofendido, conforme a natureza da infração, os elementos necessários para a propositura da ação penal.

## Processamento
O IPM inicia com a notitia criminis, que é o conhecimento que a autoridade toma do fato aparentemente delituoso, procedendo-se a sua instauração. Neste caso, antes mesmo do Inquérito, o oficial de serviço de dia deve preservar o local dos fatos, efetuar a prisão do infrator e apreender objetos que tenham relação com o fato, conforme art. 12 do CPPM.
Qualquer do povo também pode levar o fato à autoridade, podendo ser:
a)    Espontânea: como no caso de encontro do corpo delito;
b)    Provocada: quando o seu conhecimento é feito através de ato judicial;
c)     Coercitiva: através da prisão em flagrante do acusado.
Neste contexto, o art. 10 do CPPM cita os modos como o IPM pode ser iniciado:
Art. 10. O inquérito é iniciado mediante portaria:

a) de ofício, pela autoridade militar em cujo âmbito de jurisdição ou comando haja ocorrido a infração penal, atendida a hierarquia do infrator;
b) por determinação ou delegação da autoridade militar superior, que, em caso de urgência, poderá ser feita por via telegráfica ou radiotelefônica e confirmada, posteriormente, por ofício;
c) em virtude de requisição do Ministério Público;
d) por decisão do Superior Tribunal Militar, nos têrmos do art. 25;
e) a requerimento da parte ofendida ou de quem legalmente a represente, ou em virtude de representação devidamente autorizada de quem tenha conhecimento de infração penal, cuja repressão caiba à Justiça Militar;

f) quando, de sindicância feita em âmbito de jurisdição militar, resulte indício da existência de infração penal militar.
Sequencialmente é feita a instrução do IPM, cujo encarregado deve fazer tudo o que não foi feito preliminarmente, conforme exposto no art. 12 do CPPM: novas diligências, oitivas, buscando desobscurecer o fato, trazendo à tona a materialidade e autoria, se houver. Deve realizar exames periciais, inquirição do indiciado, entre outras

Para delegação como encarregado do IPM, deve-se obedecer os requisitos elencados nos §§ 1º ao 5º, do CPPM,  obrigando a autoridade competente deve escolher um Oficial (a partir de 2º tenente) de posto ou antiguidade superior ao do indiciado militar, cabendo-lhe as atribuições previstas no art. 13 do CPPM:
Art. 13. O encarregado do inquérito deverá, para a formação deste:
a) tomar as medidas previstas no art. 12, se ainda não o tiverem sido;
b) ouvir o ofendido;
c) ouvir o indiciado;
d) ouvir testemunhas;
e) proceder a reconhecimento de pessoas e coisas, e acareações;
f) determinar, se for o caso, que se proceda a exame de corpo de delito e a quaisquer outros exames e perícias;
g) determinar a avaliação e identificação da coisa subtraída, desviada, destruída ou danificada, ou da qual houve indébita apropriação;
h) proceder a buscas e apreensões, nos termos dos arts. 172 a 184 e 185 a 189;
i) tomar as medidas necessárias destinadas à proteção de testemunhas, peritos ou do ofendido, quando coactos ou ameaçados de coação que lhes tolha a liberdade de depor, ou a independência para a realização de perícias ou exames.

Parágrafo único. Para verificar a possibilidade de haver sido a infração praticada de determinado modo, o encarregado do inquérito poderá proceder à reprodução simulada dos fatos, desde que esta não contrarie a moralidade ou a ordem pública, nem atente contra a hierarquia ou a disciplina militar
Decorre-se então o indiciamento do sujeito, que é o ato formal pelo qual o sujeito passa a ocupar o lugar de indicado, isto é, a declaração pelo Estado de que há indicativos convergentes sobre sua responsabilidade penal, com os ônus daí de correntes. A presunção de inocência veda o indiciamento arbitrário. Não pode ser considerado como mero ato automático. Pressupõe apuração da materialidade da infração e informação suficiente de autoria
Reunidas as informações, é dado o prosseguimento ao encerramento com relatório conclusivo minucioso, que deverá dizer qual infração disciplinar a punir ou indício de crime, pronunciando-se acerca da conveniência da decretação da prisão preventiva do indiciado. No relatório, não é necessário que a autoridade policial tipifique o delito apontado, mas, se o fizer, essa classificação legal não vincula o promotor. Os autos findos devem ser encaminhados à autoridade que delegou a instauração.

## Prazos
O prazo para conclusão do IPM, nos termos do art. 20 do CPPM, deve respeitar a condição do indiciado, conforme a seguir:
a)   Indiciado preso: 20 dias corridos.
b)   Indiciado solto: 40 dias corridos, prorrogáveis por mais 20 dias.
O prazo será computado a partir do momento do ingresso em prisão, pois o que se pretende limitar é que a prisão se prolongue além dos 20 dias.